# Asobara

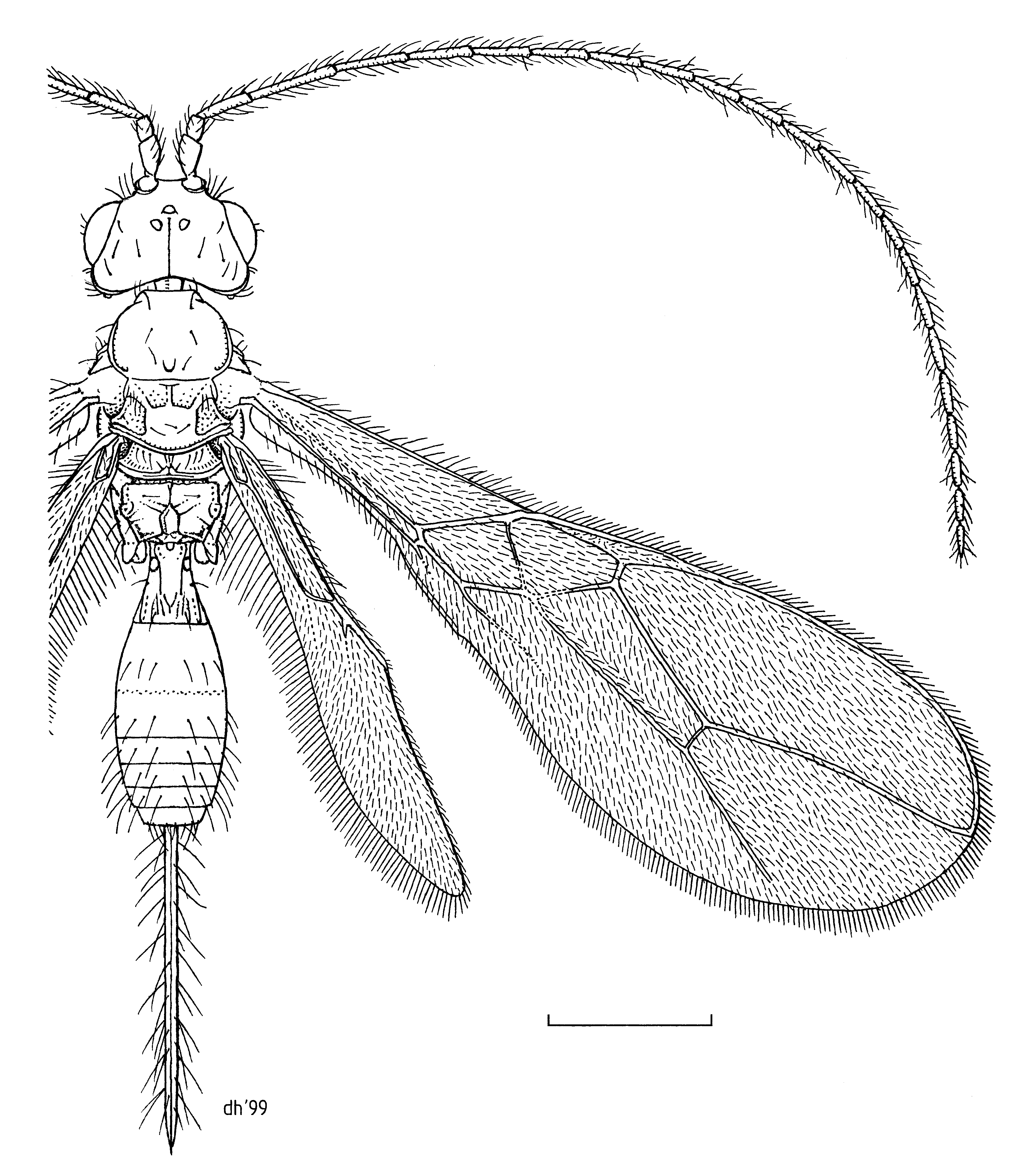
Asobara ajbelli

Asobara (лат.) — род паразитических наездников из семейства Braconidae (Alysiinae, Hymenoptera). Паразитоиды отряда двукрылые.

## Распространение
Встречаются повсеместно.

## Описание
Длина 1—3 мм. Жвалы крупные, простые, с 3 зубцами. Верхний зубец жвал обычно широкий; средний зубец обычно узкий и длинный (иногда широкий и короткий); нижний зубец широкий с небольшим вентродистальным уголком. Передняя тенториальная ямка короткая, находится вдали от края глаз. Первый членик жгутика отчётливо короче, чем второй сегмент или такой же длины. Мезоскутум обычно с мезоскутальной ямкой; нотаули обычно развиты только в передней части мезоскутума. Паразитируют на представителях отряда двукрылые, на личинках мух Drosophilidae и Tephritidae.

## Систематика
Род Asobara включён в состав подсемейства браконид Alysiinae. Члены рода Asobara морфологически близки к космополитному крупному роду Phaenocarpa  Foerster, 1863. Как результат, многие виды оригинально описанные в Phaenocarpa в итоге были перенесены в состав Asobara из-за широко открытой субдискальной ячейки переднего крыла. Например, афротропические Phaenocarpa citri, P. ghesquierei, P. kovacsi, P. pulchricornis и P. subdentata перенесены в состав Asobara. Кроме того, ещё 14 видов Phaenocarpa из Голарктики, Неотропики, Австралазии и Ориентальной области теперь также в Asobara.